# Wesley Uhlman
Wesley Carl Uhlman, né le 23 mars 1935, est un politicien américain et a été le 47e maire de Seattle, État de Washington.

## Carrière
En 1958, à 23 ans, étudiant en droit, il est élu plus jeune membre de la Chambre des représentants de l'État de Washington. Il a effectué quatre mandats avant de se présenter et de remporter un siège au Sénat. Il a été élu maire de Seattle, en 1969 et réélu en 1973. À 34 ans, il était le plus jeune maire de Seattle.